# Jindřich II. Minsterberský
Jindřich II. Minsterberský (29. března 1507 Olešnice – 2. srpna 1548 Bierutów) byl minsterberský, olešnický a bernštatský kníže pocházející z minsterberské větve pánů z Poděbrad.

## Život
Byl synem minsterbersko-olešnického knížete Karla I. a jeho manželky Anny Zaháňské. Základní vzdělání získal u domácího učitele a pozdějšího významného reformačního kazatele Jana Hesse. Po smrti svého otce se spolu se svými bratry Jáchymem, Janem a Jiřím stal minsterberským a olešnickým knížetem. 
V roce 1530 přestoupil pod vlivem svého švagra Jiřího Braniborsko-Ansbašského k luterství. Jeho rezidence v Olešnici se pak stala jedním z důležitých center humanismu a reformace ve Slezsku. V roce 1538 vyhnal ze svého panství katolické kněze a nahradil je luterskými pastory. Spolu s bratry zastavil v roce 1542 minsterberské knížectví Fridrichu II. Lehnickému za 40 000 zlatých. Následně si bratři rozdělili olešnické knížectví tak, že Jindřichovi připadla část se sídlem v Bierutově (Bernstadt). 
Dne 7. února 1529 se oženil s Markétou z Pernštejna, dcerou Jana z Pernštejna, ta však brzy po sňatku zemřela. Jeho druhou manželkou se stala Markéta Meklenburská, dcera Jindřicha Meklenbursko-Zvěřínského a Heleny Falcké.
Podle barokního historika Jana Sinapia byl váženým a dobrým knížetem.

## Potomci
1. Anna (29. března 1539 – 19. března 1568)
2. Salomena (5. dubna 1540 – 16. května 1567)
3. Jindřich III. (1542–1587), minsterberský, olešnický a bernštatský kníže, ⚭ Magdaléna Mezeřícká z Lomnice
4. Karel (*/† 1543)
5. Jiří (1544–1556)
6. Karel II. (15. dubna 1545 – 10. ledna 1617), minsterberský, olešnický a bernštatský kníže, slezský hejtman,
⚭ 1570 Kateřina Berková z Dubé (1553–1583)
⚭ 1585 Alžběta Magdaléna Lehnicko-Břežská (17. listopadu 1562 – 1. února 1630)
7. Kateřina (4. března 1548 – 14. prosince 1579), ⚭ Jiří Berka z Dubé